# Extra! Extra!
Extra! Extra! è un film muto del 1922 diretto da William K. Howard. Prodotto e distribuito dalla Fox Film Corporation, aveva come interpreti Edna Murphy, Johnnie Walker, Herschel Mayall, Clarence Wilson, John Steppling, Theodore von Eltz.

## Trama
Fletcher e Stowe, due grandi società, sono sull'orlo della fusione. Per ottenere una storia da prima pagina, il Morning Sun affida l'incarico a Jim Rogers, esperto reporter, che dovrà essere affiancato dal giovane e inesperto Barry Price, ai suoi primi passi nel giornalismo. Quando Rogers non riesce a salire sullo yacht di Fletcher, Barry riesce nell'impresa facendo finta di stare annegando. Ottiene così l'intervista di Fletcher. Rogers, di conseguenza, viene licenziato. Sua figlia Myra, che lavora come segretaria da Stowe, sebbene sia a conoscenza dei piani dell'azienda, non può comunicarli al padre. Barry, intanto, deve intervistare anche Stowe, cosa che potrebbe sembrare impossibile, visto che Stowe odia i giornalisti e non rilascia mai interviste. Barry si traveste da maggiordomo e viene a sapere che i documenti sulla trattativa si trovano nella cassaforte di casa. Scopre, però, che anche Fordney, il nipote di Stowe, un tipo pieno di debiti, sta cercando i documenti così come anche Myra, che vuole aiutare suo padre. Alla fine, Barry e Myra riescono a recuperare le preziose carte. Rogers viene reintegrato nel suo posto e i due giovani scoprono di amarsi.

## Produzione
Motion Picture News dell'8 ottobre 1921 riferiva che il titolo del film era Xtra, Xtra! e che nel cast compariva anche il nome di Edwin Tilton (che poi non apparve nei dati del copyright). La lavorazione del film, prodotto dalla Fox Film Corporation, finì a inizio novembre 1922.

## Distribuzione
Il copyright del film, richiesto dalla Fox, fu registrato il 5 marzo 1922 con il numero LP17682.

Distribuito dalla Fox Film Corporation e presentato da William Fox, il film uscì nelle sale statunitensi il 5 marzo 1922.
Non si conoscono copie ancora esistenti della pellicola che viene considerata presumibilmente perduta.